# Прокопович-Антонский, Антон Антонович
Антон Антонович Прокопович-Антонский (17 [28] января 1762, Прилуки — 6 [18] июля 1848, Москва) — российский публицист и педагог, ректор Московского университета.

## Биография
Антон Антонович Прокопович-Антонский родился в 1762 году в Малороссии, в семье священника в Черниговской губернии. С 1773 года учился в Киево-Могилянской академии; в 1782 году иждивением Дружеского общества в числе двенадцати лучших учеников был переведён в Московский университет, где слушал лекции на медицинском и философском факультетах. Во время обучения получил три серебряные медали за успехи: в 1784 году — по кафедре химии, в 1785 — по философскому факультету и в 1786 — по медицинскому. Произведённый в 1784 году бакалавром Учительского института, он состоял репетитором университетских гимназистов и председательствовал в «Собрании университетских питомцев», а в 1787 году был определён секретарём по делам университета при И. И. Мелиссино и поступил учителем в университетский Благородный пансион, где до 1802 года читал естественную историю.
С 7 марта 1788 года — адъюнкт университетской кафедры энциклопедии и натуральной истории. Экстраординарный профессор с 28 февраля 1790 года. В 1794 году, 28 ноября, был произведён в ординарные профессоры. С 1795 года был цензором университетской типографии, в дальнейшем — членом Цензурного комитета. После введения нового устава, с 1804 по 1818 год занимал кафедру минералогии и сельского домоводства физико-математического факультета университета, деканом которого был дважды: с июня 1808 по июнь 1809 года и с августа 1813 по май 1818 года.
В 1791 году стал бессменным руководителем Благородного университетского пансиона (сначала — инспектор, с февраля 1818 года по 1824 год — директор). С 1808 года — статский советник; с 1817 — действительный статский советник.
В 1807—1817 годах он был проректором университета, а с 1818 года — ректор Московского университета. В этом же году с его участием было организовано Московское общество сельского хозяйства. За время его ректорства университетом были приобретены ценнейшие минералогические коллекции, Ботанический сад пополнился многими видами растений, 18 октября 1825 года на Моховой улице была торжественно открыта университетская аптека.
После декабрьского восстания на Сенатской площади (около 60 участников декабристского движения в разное время были воспитанниками университета и Благородного пансиона), в 1826 году неблагонадежность Московского университета была связана «с неспособностью нынешнего ректора». В результате проведённых в Благородном пансионе ревизий была поставлена точка в карьере А. А. Прокоповича-Антонского: в сентябре он был уволен с поста директора пансиона по причине «неудобства совмещения» двух ответственных должностей, а 20 сентября он был вынужден написать письмо попечителю Московского учебного округа А. А. Писареву с прошением «об отпуске».
В последние годы жизни заведовал земледельческой школой московского общества сельского хозяйства, а также изданием журнала и трудов его; был вице-президентом общества (1845—1848); состоял членом и председателем возникших тогда при Московском университете обществ: «Общества русских ученых», «Общества любителей русской словесности» (принимал самое деятельное участие в издании 26 томов «Трудов» Общества), «Собрания университетских питомцев» и «Собрания питомцев университетского благородного пансиона».
При его непосредственном участии членами последнего издавались: «Утренняя заря» (1800—1808), «В удовольствие и пользу» (1810) и «Каллиопы» (с 1815 г.). Ещё раньше он сотрудничал в «Покоящемся трудолюбце» (1784) и «Вечерней заре» (1785); в 1785—89 гг. вышли его учебные пособия для воспитанников благородного пансиона — «Чтения для сердца и разума», в которых заметно стремление автора сблизить литературную речь с разговорной, упростить язык; с 1788 по 1790 гг. он издал 10 томов «Магазина натуральной истории, физики и химии»; в 1798 г. — ст. «О воспитании» (по Бэкону, Локку и Руссо), которая долго считалась образцовой и по содержанию, и по языку. Любопытна его речь (1811 г.) «О преимуществах и недостатках российского языка».
Будучи глубоко религиозным, Антонский принял на себя обязанности церковного старосты при храме Св. Николая Чудотворца в Хлынове, в приходе которого купил дом, как писал Н. В. Сушков, «о пяти окнах с теремком (мезонином) домик, ребром в Леонтьевский переулок и крыльцами в сад и на двор».
Скончался от холеры 6 (18) июля 1848 года в Москве. Похоронен в Донском монастыре, где ранее архимандритом был его брат Виктор.

## Награды и почётные звания
- бриллиантовый перстень (1805)
- орден Св. Анны 2-го класса — за образование юношества (1807)
- орден Св. Владимира 3-й степени — за долговременную службу и пользу принесённую Московскому университету, особенно учреждённому при нём Благородному пансиону (1811)
- бронзовая дворянская медаль 1812 года (1816)
- заслуженный профессор Московского университета (1818)[3]
- орден Св. Станислава 1-й степени (1846)

## Членство в обществах и комитетах
- член Общества соревнования физических и медицинских наук при МГУ (1804)
- член Комитета при МГУ о составлении ученой российской истории (1805)
- член Императорского Санкт-Петербургского вольного экономического общества (1805)
- почётный член Императорского общества натуралистов в Москве (1806)
- член Общества истории и древностей российских (1807)
- председатель Общества любителей российской словесности (с 1811 г.)
- член Императорской Российской Академии (1813)
- почётный член Общества словесности при Ярославском Демидовском училище (1814)
- почётный член Санкт-Петербургского общества соревнователей просвещения и благотворения (1818)
- почётный член Санкт-Петербургского общества любителей словесности, наук и художеств (1820)
- действительный член Императорского Московского общества сельского хозяйства (1820)
- почётный член общества любителей коммерческих знаний (1821)
- почётный член Императорского Московского университета[3] (с 7 декабря 1833 г.)

## Рекомендуемая литература
- С. П. Шевырев Антон Антонович Прокопович-Антонский. (Посвящается всем воспитанникам университетского Благородного пансиона) // Москвитянин. — 1848. — Ч. IV. — № 8.
- «Журнал Министерства народного просвещения», 1849 г., ч. LXI (некролог, из «Отчета Академии наук по отделению русского языка и словесности» за 1848 г.);
- «Русские люди» (изд. Вольфа, СПб., 1866).
- Письма к Прокоповичу-Антонскому Дашкова, Давыдова, Зонтаг, Капниста («Русский архив», 1892 г., ч. I и II; 1889 г., ч. III; 1883 г., ч. I).